# María Guadalupe Gonzálezová
María Guadalupe González Romero, zkráceně Lupita (* 9. ledna 1989 Ciudad de México) je mexická reprezentantka ve sportovní chůzi. Je příslušnicí mexického námořnictva, trénuje ji Juan Hernández. Původně se věnovala boxu, kvůli problémům s udržením optimální váhy přesedlala na atletiku; zpočátku závodila v běhu na střední vzdálenosti, po zranění menisku se stala chodkyní.
Je mistryní Střední Ameriky a Karibiku v závodě na 10 000 metrů z roku 2013, vyhrála na dvacetikilometrové trati na Panamerických hrách 2015 a na mistrovství světa družstev v chůzi 2016 (v cíli byla druhá, ale vítězná Číňanka Liou Chung byla dodatečně diskvalifikována kvůli dopingu), ve stejné disciplíně získala stříbrnou medaili na olympiádě 2016 i na mistrovství světa v atletice 2017. V celkovém pořadí seriálu IAAF Race Walking Challenge byla první v roce 2016 a druhá v roce 2017.

## Osobní rekordy
- 10 000 m (dráha) – 47:48,30
- 10 km – 43:49
- 15 km – 1:06:55
- 20 km – 1:28:37